# Jan-Marc Jouas

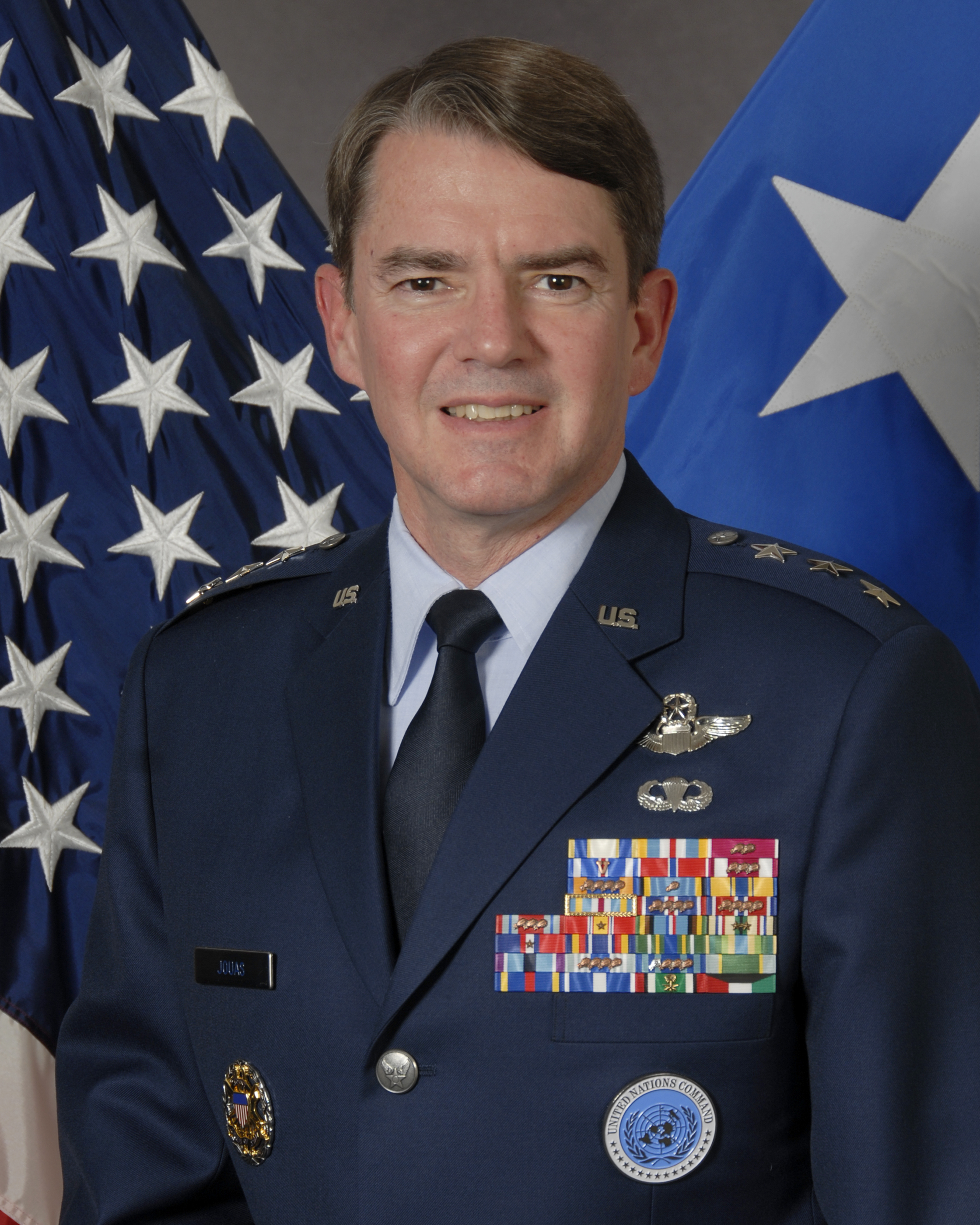
Jan-Marc Jouas (2012)

Jan-Marc Jouas (* um 1957) ist ein pensionierter Generalleutnant der United States Air Force. Er war unter anderem Kommandeur der 7. Luftflotte.
Im Jahr 1979 absolvierte er die United States Air Force Academy in Colorado Springs. Nach seiner Graduation wurde er als Leutnant in das Offizierskorps der Air Force aufgenommen. In der Folge durchlief er alle Offiziersgrade vom Leutnant bis zum Drei-Sterne-General.
Im Lauf seiner militärischen Karriere absolvierte er verschiedene Kurse und Schulungen. Dazu gehörten unter anderem eine Ausbildung zum Kampfpiloten und weitere Fortbildungskurse als Pilot von neuen Flugzeugtypen; die Squadron Officer School (über einen Fernkurs); das Air Command and Staff College, das sich Maxwell Air Force Base in Alabama befindet und das Command and General Staff College der United States Army in Fort Leavenworth in Kansas. Außerdem erhielt er akademische Grade vom Chapman College in Kalifornien, der Harvard University und der Harvard Kennedy School.
In seinen frühen Jahren als Offizier der Luftwaffe war er an verschiedenen Stützpunkten in den Vereinigten Staaten stationiert. Dabei war er als Pilot, Flugausbilder oder Stabsoffizier bei unterschiedlichen Einheiten tätig. Dazwischen absolvierte er die erwähnten Schulungen. Zwischen Mai 1984 und August 1988 war er auf der Spangdahlem Air Base in Deutschland als Ausbildungspilot und Waffenoffizier stationiert.
Im August 1998 kehrte er im Rang eines Obersts auf die Spangdahlem AB zurück. Dort kommandierte er bis zum März 2000 die 52nd Operations Group. Diese war unter seiner Führung auch in militärischen Aktivitäten im Rahmen der Operation Allied Force und während des Zweiten Golfkriegs beteiligt. Danach wurde er zum Stab der Joint Chiefs of Staff in Washington, D.C. versetzt, wo er bis März 2002 in der Stabsabteilung J5 die für West-Europa und die NATO zuständige Abteilung leitete (Chief, Western Europe and NATO Policy Division (J5), Joint Staff). Bis September 2002 war er dann Sonderberater (special assistant) des Joint Chiefs of Staff.
Daran schloss sich eine Versetzung zur Eielson Air Force Base in Alaska an. Zwischen Oktober 2002 und Juni 2004 kommandierte Jan-Marc Jouas dort das 354. Kampfgeschwader (354th Fighter Wing). Anschließend erhielt er auf der Kadena Air Base in Japan den Oberbefehl über das 18. Geschwader (18th Wing) den er bis Januar 2006 innehatte. Sein nächster Auftrag führte ihn zur Lackland Air Force Base in Texas. Dort war er bis Juli 2008 stellvertretender Kommandeur der Air Force Intelligence, Surveillance and Reconnaissance Agency.
Danach wurde er zur Hickham Air Force Base in Hawaii versetzt. Dort gehörte er dem Stab der Pacific Air Forces an. Bis September 2008 war er dort Sonderberater des Kommandeurs (special assistant to Commander) und dann bis Dezember 2011 Leiter der Stabsabteilung für Operationen, Planungen und Bedarf (Director, Operations, Plans, Requirements
).
Sein letzter militärischer Auftrag führte ihn nach Südkorea. Dort erhielt er am 6. Januar 2012 als Nachfolger von Jeffrey A. Remington das Kommando über die 7. Luftflotte. Gleichzeitig war er stellvertretender Kommandeur der United States Forces Korea, der kombinierten südkoreanisch-amerikanischen Streitkräfte, und des United Nations Commands. Diese Aufgaben bekleidete er bis zum 19. Dezember 2014, als er von Terrence J. O’Shaughnessy abgelöst wurde. Wenig später schied er aus dem aktiven Militärdienst aus.
Während seiner aktiven Zeit als Militärpilot absolvierte er über 3400 Flugstunden auf verschiedenen Flugzeugtypen.

## Daten der Beförderungen
| Abzeichen | Rang               | Jahr             |
| --------- | ------------------ | ---------------- |
|           | Second Lieutenant  | 30. Mai 1979     |
|           | First Lieutenant   | 30. Mai 1981     |
|           | Captain            | 30. Mai 1983     |
|           | Major              | 1. Dezember 1988 |
|           | Lieutenant Colonel | 1. Juni 1993     |
|           | Colonel            | 1. August 1998   |
|           | Brigadier General  | 1. Dezember 2004 |
|           | Major General      | 7. Mai 2009      |
|           | Lieutenant General | 6. Januar 2012   |

## Orden und Auszeichnungen
Jan-Marc Jouas erhielt im Lauf seiner militärischen Laufbahn unter anderem folgende Auszeichnungen:
- Defense Distinguished Service Medal
- Air Force Distinguished Service Medal
- Defense Superior Service Medal
- Legion of Merit
- Bronze Star Medal
- Distinguished Flying Cross
- Meritorious Service Medal
- Air Medal
- Aerial Achievement Medal
- Air Force Commendation Medal
- Joint Meritorious Unit Award
- Air Force Outstanding Unit Award
- Air Force Organizational Excellence Award
- Combat Readiness Medal
- National Defense Service Medal
- Armed Forces Expeditionary Medal
- Southwest Asia Service Medal
- Kosovo Campaign Medal
- Global War on Terrorism Service Medal
- Korea Defense Service Medal
- Armed Forces Service Medal
- Humanitarian Service Medal
- Air and Space Longevity Service Award
- Ehrenzeichen der Bundeswehr (Deutschland)
- Order of National Security Merit (Südkorea)
- NATO-Medaille
- Kuwait Liberation Medal (Saudi-Arabien)
- Kuwait Liberation Medal (Kuwait)